# Antonio Selva
Antonio Selva (Padova, 1824 – Padova, 30 settembre 1889) è stato un basso italiano, particolarmente noto come interprete delle opere di Verdi, che fu attivo dal 1840 al 1870.

## Biografia
Selva, il cui vero nome era Antonio Scremin, figlio di Giuseppe, era il fratello del pittore di scena Giambattista Scremin (1821-1908) {un pupillo di Vincenzo Gazzotto  }.
Inizialmente studiò per diventare costruttore di organi con Angelo Agostini. Il padre di Angelo, Lorenzo, insegnante di canto, scoprì le qualità della sua voce e lo avviò alla carriera operistica. Debuttò nel 1842 nella sua città natale, come Zaccaria nel Nabucco di Giuseppe Verdi. Durante l'adolescenza fece parte del coro della Fenice di Venezia.
A soli diciannove anni, venne scelto da Verdi per interpretare l'importante ruolo da comprimario di Silva nella prima esecuzione di Ernani alla Fenice, il 9 marzo 1844. Si trattava di una sostituzione dell'ultimo minuto, per rimpiazzare un cantante che aveva trovato il ruolo inadatto per la propria voce e nel quale Verdi aveva poca fiducia.
Selva fu presto invitato a interpretare ruoli significativi in importanti teatri d'opera in tutta l'Italia. Apparve, tra l'altro, alla Scala, al Teatro Comunale di Bologna, al Teatro San Carlo di Napoli, al Teatro San Samuele di Venezia e al Teatro Valle di Roma. Nel 1849 creò il ruolo del Conte di Walter nella première della Luisa Miller di Verdi a Napoli. Inoltre cantò al Théâtre Italien di Parigi dal 1865 al 1867 e al Teatro Real di Madrid nel 1852-1853 e tra il 1864 e il 1874. Tra i ruoli del suo repertorio vi erano Balthazar nella Favorita di Donizetti e molti dei ruoli di comprimario in opere di Verdi come Banquo nel Macbeth, Briano in Aroldo , Moser nei Masnadieri, nonché il ruolo del protagonista in Attila.
Dopo il ritiro dalle scene a metà degli anni 1870, Selva lavorò come insegnante di canto nella sua città natale. Morì a Padova nel 1889 all'età di 65 anni. Era marito di Sofia Peruzzi: dal matrimonio nacque Giovanni Goffredo Scremin l'11 agosto 1857